# Frostburg
Frostburg é uma cidade localizada no estado americano de Maryland, no Condado de Allegany.

## Demografia
Segundo o censo americano de 2000, a sua população era de 7873 habitantes.
Em 2006, foi estimada uma população de 7865, um decréscimo de 8 (-0.1%).

## Geografia
De acordo com o United States Census Bureau tem uma área de
7,9 km², dos quais 7,9 km² cobertos por terra e 0,0 km² cobertos por água. Frostburg localiza-se a aproximadamente 547 m acima do nível do mar.

## Localidades na vizinhança
O diagrama seguinte representa as localidades num raio de 12 km ao redor de Frostburg.